# Humięcino-Koski
Humięcino-Koski – wieś sołecka w Polsce położona w województwie mazowieckim, w powiecie ciechanowskim, w gminie Grudusk.
| SIMC    | Nazwa            | Rodzaj    |
| ------- | ---------------- | --------- |
| 0115507 | Grudusk-Brzozowo | część wsi |
| 0115513 | Grudusk-Olszak   | część wsi |

W latach 1975–1998 miejscowość administracyjnie należała do województwa ciechanowskiego.